# Васил Цанов (министър на транспорта)
 Тази статия е за министъра на транспорта.  За министъра на земеделието вижте Васил Цанов (министър на земеделието).  
Васил Цанов Иванов е български политик от БКП.

## Биография
Васил Цанов е роден през 1926 г. в с. Лъжене, Орханийско. Братовчед е с Васил Цанов – министър на земеделието (1979 – 1981) и секретар на ЦК на БКП по селското стопанство (1981 – 1989). И двамата са известни като Васил Цанов.
През 1944 г. става член на РМС и до 1972 г. е на ръководни длъжности там и в наследилата я (1947) организация Съюз на народната младеж, преименувана на Димитровски съюз на народната младеж (1949) и Димитровски комунистически младежки съюз през април 1956 г. Секретар е на Околийския комитет на ДСНМ в Ботевград, секретар на Окръжния комитет на ДСНМ в София и други. Бил е завеждащ отдел и първи секретар на Градския комитет на БКП в Ботевград..
От 1950 г. е член на БКП. През 1972 г. става първи секретар на Окръжния комитет на БКП в София. От 1971 до 1976 г. е кандидат-член на ЦК на БКП. В периода 1976 – 1990 г. е член на ЦК на БКП, заместник-председател на Комисията по опазване на околната среда (1989).
Министър на транспорта от 1973 до 1988 г.
Излиза в пенсия през 1990 г. Умира в София през 2007 г. Награждаван е с орден „13 века България“ и почетното звание „Герой на социалистическия труд“.